# Phrynus similis
Espèce
Phrynus similis est une espèce d'amblypyges de la famille des Phrynidae.

## Distribution
Cette espèce se rencontre au Guatemala et au Honduras.

## Description
La femelle holotype mesure 13,0 mm.

## Publication originale
- Armas, Viquez & Trujillo, 2013 : Nueva especie de Phrynus Lamarck, 1801. (Amblypygi: Phrynidae) de Guatemala y. Honduras. Revista Iberica de Aracnologia, vol. 23, p. 25-31 (texte intégral).